# District de Namaacha
Le district de Namaacha est une subdivision administrative de la province de Maputo au nord du Mozambique. En 2007, sa population est de 41 914 habitants.

## Source de la traduction
- (en) Cet article est partiellement ou en totalité issu de l’article de Wikipédia en anglais intitulé « Namaacha District » (voir la liste des auteurs).